# Phú Sĩ Ngũ Hồ
Phú Sĩ Ngũ Hồ (富士五湖 Fuji goko) là năm hồ nước ngọt lớn ở chân núi Phú Sĩ, thuộc địa phận tỉnh Yamanashi. Năm hồ nước này xếp theo vị trí của chúng từ Tây qua Bắc sang Đông lần lượt là: Motosu, Shōji, Sai, Kawaguchi, và Yamanaka. Cả năm hồ đều được hình thành do núi lửa Phú Sĩ hoạt động mà tạo ra. Phú Sĩ Ngũ Hồ là một phần của Công viên Quốc gia Fuji-Hakone-Izu.

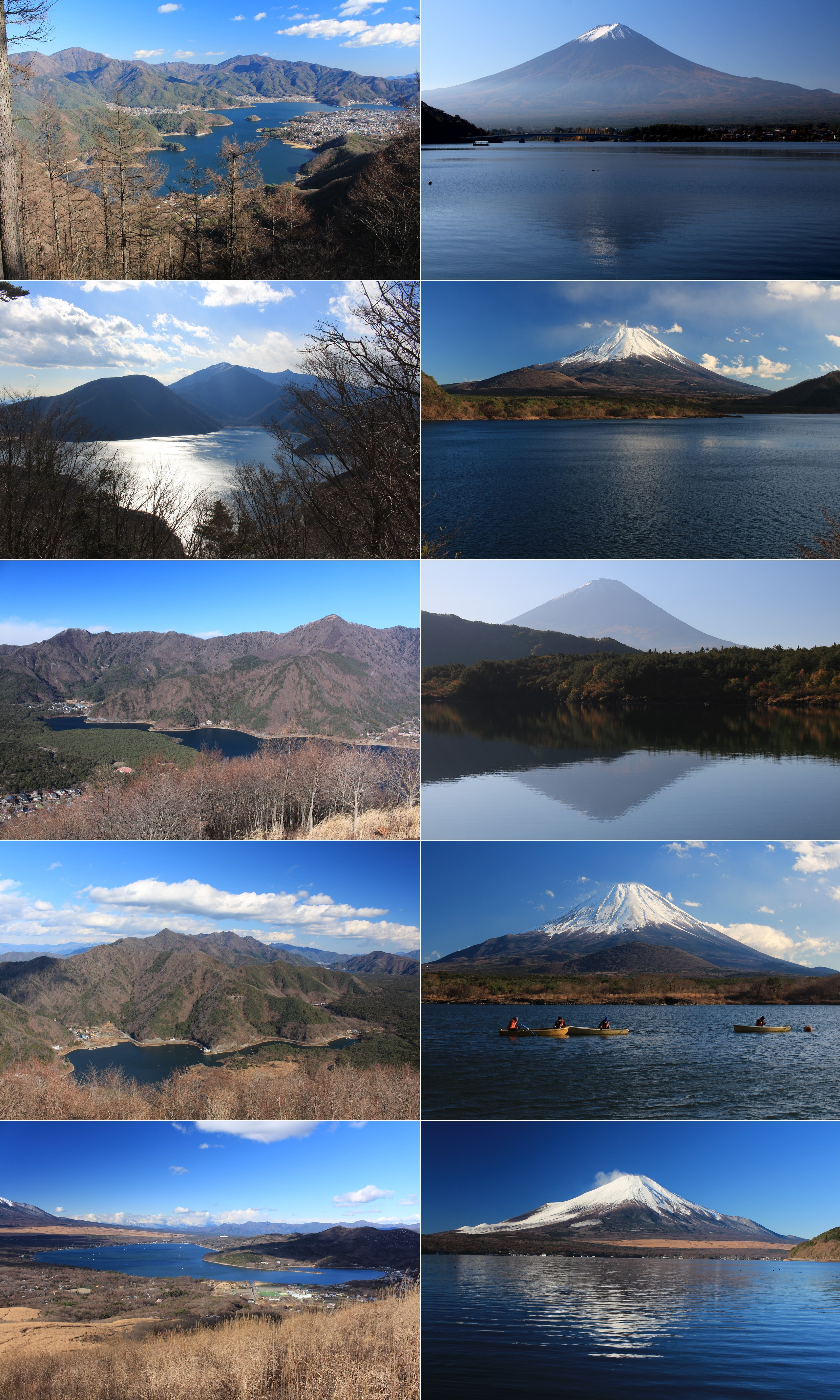
Phú Sĩ Ngũ Hồ
Hồ Kawaguchi
Hồ Motosu
Hồ Sai
Hồ Shōji
Hồ Yamanaka

Ba hồ Sai, Motosu, Shōji nhiều khi được coi là một hồ do nước của chúng trao đổi với nhau qua các mạch ngầm, nên độ cao tuyệt đối của mặt hồ ở cả ba hồ bằng nhau và thường xuyên ở mức 901m.
Khi có mưa rất lớn, phía Đông của Shōji-ko sẽ xuất hiện một hồ nước nhỏ nữa gọi là Akaike với đường kính khoảng 50m. Lần xuất hiện gần đây nhất của Akaike là vào các năm 1998 và 2004. Vì thế, còn có cách gọi "Phú Sĩ Lục Hồ" để chỉ tất cả các hồ nói trên, hoặc cách gọi "hồ thứ sáu của Phú Sĩ Ngũ Hồ" để chỉ riêng Akaike.

## Hồ Kawaguchi
Hồ Kawaguchi (河口湖 (Hà Khẩu hồ) Kawaguchi-ko) - thuộc địa phận thị trấn Fuji-kawaguchi. Đây là hồ có chiều dài bờ hồ dài nhất, độ cao tuyệt đối thấp nhất, lớn thứ hai, và sâu thứ ba trong Phú Sĩ Ngũ Hồ. Chính giữa hồ có một đảo nhỏ, gọi là Unoshima. Hồ không có lối thoát tự nhiên, và lũ lụt của các khu định cư trên bờ của nó là một vấn đề cho đến khi việc xây dựng một kênh, hoàn thành vào năm 1914, để kết nối nó với một nhánh của sông Sagami.

Phần phía đông Hồ Kawaguchi

Hiện nay, Kawaguchi là một địa điểm thu hút nhiều khách du lịch nhất bởi đây là nơi nghỉ ngơi lý tưởng sau hành trình leo và xuống núi Phú Sĩ đầy gian khổ. Đây cũng là nơi thu hút nhiều người ham mê môn câu cá.

## Hồ Yamanaka
Hồ Yamanaka (山中湖 (Sơn Trung hồ) Yamanaka-ko) - là hồ lớn nhất trong Phú Sĩ Ngũ Hồ. Đây cũng là hồ ở độ cao tuyệt đối cao nhất trong năm hồ và đứng thứ ba toàn Nhật Bản. Tuy nhiên, đây lại là hồ nông nhất trong cả năm hồ. Do ở độ cao lớn mà lại nông, nên có những lúc xảy ra hiện tượng cạn nước ở hồ Yamanaka. Hồ Yamanaka chính là nguồn của sông Sagami dài 109km.
Trước đây, Yamanaka là hồ thu hút nhiều khách du lịch nhất cả Phú Sĩ Ngũ Hồ. Song hiện nay, tư cách này đã thuộc về hồ Kawaguchi.

## Hồ Sai

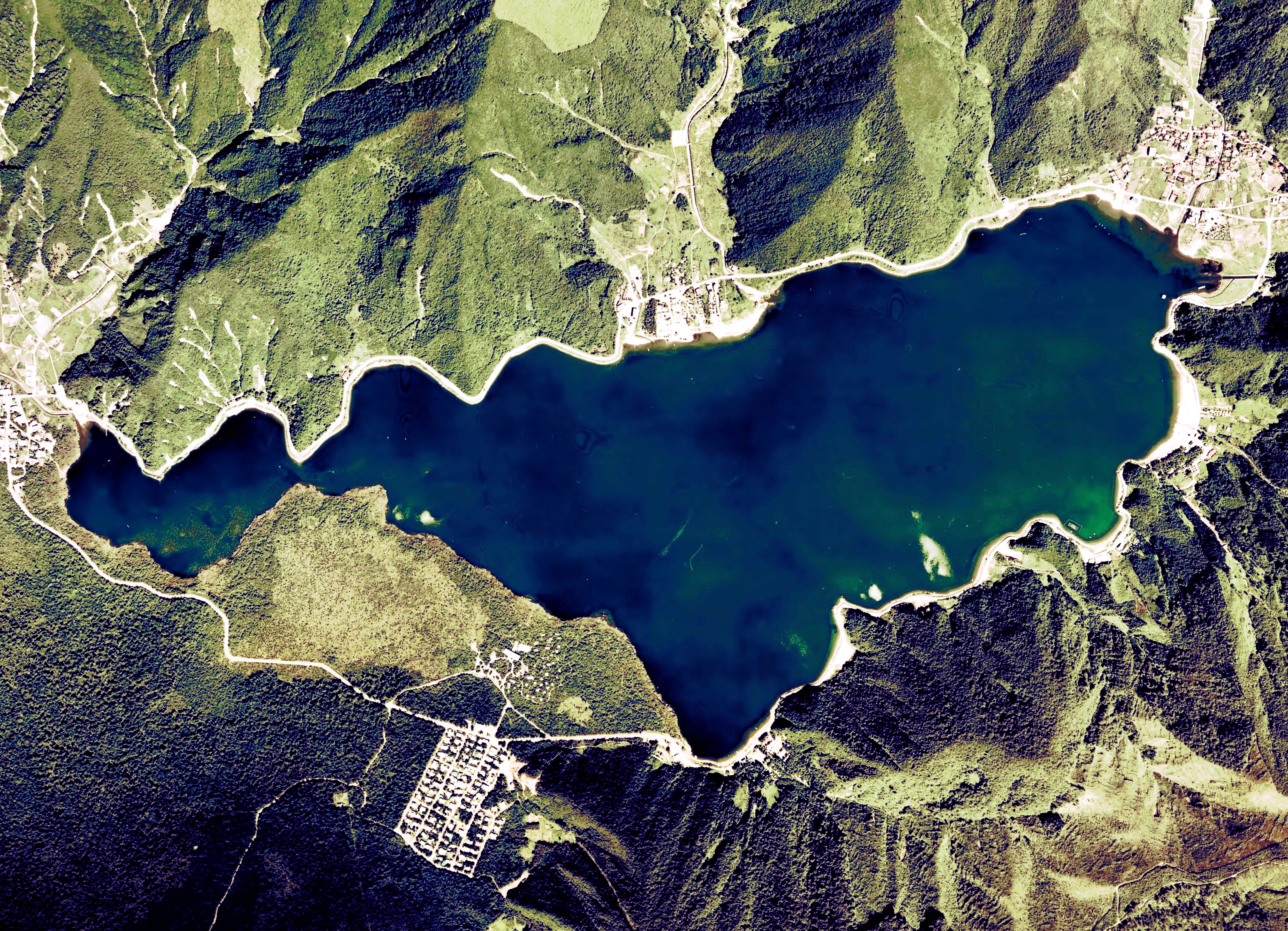
Ảnh vệ tinh của hồ Sai

Hồ Sai (西湖 (Tây hồ) Sai-ko, gọi kiểu Việt khác là "hồ Tây"). Đây là hồ lớn thứ tư và sâu thứ hai trong Phú Sĩ Ngũ Hồ. Hồ này thông tự nhiên với các hồ Motosu và Shōji qua các mạch ngầm và thông nhân tạo từ gần đây với hồ Kawaguchi.

## Hồ Motosu
Hồ Motosu (本栖湖 (Bản Tê hồ) Motosu-ko) có độ sâu 140m, là hồ sâu nhất trong Phú Sĩ Ngũ Hồ và thứ chín toàn Nhật Bản. Hồ rộng khoảng 4,7km². Đây là hồ có bóng núi Phú Sĩ trên mặt nước đẹp nhất. Trên mặt sau của tiền giấy mệnh giá 5000 Yên phát hành năm 1984 có hình núi Phú Sĩ soi bóng xuống hồ Motosu.

## Hồ Shōji
Hồ Shōji (精進湖 (Tinh Tiến hồ) Shōji-ko) -  là hồ bé nhất.